# Кес Сміт
Кес Сміт (нід. Kees Smit; нар. 21 січня 2006, Гейло) — нідерландський футболіст, півзахисник клубу АЗ.

## Клубна кар'єра
2015 року приєднався до академії АЗ у віці 9 років. В січні 2021 року підписав з клубом свій перший професіональний контракт, що розрахований на 3,5 роки. 23 січня 2023 року дебютував за «Йонг АЗ» в матчі Еерстедивізі проти команди «Гелмонд Спорт». В сезоні 2022–23 разом з молодіжною командою АЗ виграв Юнацьку лігу УЄФА. 18 вересня 2023 року в поєдинку проти «Йонг Аякс» забив свій перший гол у професіональній кар'єрі. 13 листопада 2023 року продовжив контракт з АЗ до 2026 року.
22 січня 2024 року продовжив контракт з клубом до літа 2028 року. 10 березня 2024 року дебютував в основному складі АЗ в матчі Ередивізі проти «Ексельсіора», вийшовши на заміну Дані де Віту. 7 листопада 2024 року в поєдинку Ліги Європи УЄФА проти турецького «Фенербахче» дебютував у єврокубках, відзначившись своїм першим голом за клуб.
7 березня 2025 року в поєдинку Еерстедивізі проти «Йонг Утрехт» оформив хет-трик. Разом з командою дійшов до фіналу Кубка Нідерландів, де вона в підсумку поступилась «Гоу Егед Іглз» в серії пенальті.

## Кар'єра в збірній
Виступав за збірні Нідерландів до 16, до 17, до 18 і до 19 років. У серпні 2024 року отримав виклик в збірну Нідерландів до 21 року.
В травні 2025 року потрапив в заявку збірної до 19 років на юнацький чемпіонат Європи в Румунії. На турнірі провів п'ять матчів, відзначившись по голу проти збірних Німеччини, Норвегії, Англії та Румунії, а його команда вперше в історії стала переможцем чемпіонату Європи в цій віковій категорії. З чотирма голами став одним з чотирьох найкращих бомбардирів чемпіонату, а також визнаний найкращим гравцем турніру. Окрім цього увійшов до символічної збірної чемпіонату Європи.

## Статистика виступів
Станом на 14 серпня 2025
| Клуб              | Сезон             | Чемпіонат         | Чемпіонат | Чемпіонат | Кубок | Кубок | Єврокубки | Єврокубки | Інші  | Інші | Всього | Всього |
| Клуб              | Сезон             | Дивізіон          | Матчі     | Голи      | Матчі | Голи  | Матчі     | Гол       | Матчі | Голи | Матчі  | Голи   |
| ----------------- | ----------------- | ----------------- | --------- | --------- | ----- | ----- | --------- | --------- | ----- | ---- | ------ | ------ |
| Йонг АЗ           | 2022–23           | Еерстедивізі      | 4         | 0         | –     | –     | –         | –         | –     | –    | 4      | 0      |
| Йонг АЗ           | 2023–24           | Еерстедивізі      | 29        | 2         | –     | –     | –         | –         | –     | –    | 29     | 2      |
| Йонг АЗ           | 2024–25           | Еерстедивізі      | 13        | 8         | –     | –     | –         | –         | –     | –    | 13     | 8      |
| Йонг АЗ           | Всього            | Всього            | 46        | 10        | 0     | 0     | 0         | 0         | 0     | 0    | 46     | 10     |
| АЗ                | 2023–24           | Ередивізі         | 1         | 0         | 0     | 0     | 0         | 0         | –     | –    | 1      | 0      |
| АЗ                | 2024–25           | Ередивізі         | 18        | 0         | 3     | 1     | 7         | 1         | 2     | 0    | 30     | 2      |
| АЗ                | 2025–26           | Ередивізі         | 1         | 0         | 0     | 0     | 4         | 0         | 0     | 0    | 5      | 0      |
| АЗ                | Всього            | Всього            | 20        | 0         | 3     | 1     | 11        | 1         | 2     | 0    | 36     | 2      |
| Всього за кар'єру | Всього за кар'єру | Всього за кар'єру | 66        | 10        | 3     | 1     | 11        | 1         | 2     | 0    | 82     | 12     |

1. ↑  Матчі в Лізі Європи УЄФА
2. ↑  Матчі плей-оф Ередивізі за участь в єврокубках
3. ↑  Матчі в Лізі конференцій УЄФА

## Досягнення
АЗ (мол.)
- Переможець Юнацької ліги УЄФА: 2022–23[26]

Збірна Нідерландів (до 19)
- Переможець юнацького чемпіонату Європи (до 19 років): 2025[27]

Особисті
- Найкращий бомбардир юнацького чемпіонату Європи (до 19 років): 2025 (4 голи)[28]
- Найкращий гравець юнацького чемпіонату Європи (до 19 років): 2025[29]
- Символічна збірна юнацького чемпіонату Європи (до 19 років): 2025[30]